# Lennik
Lennik is een Vlaamse gemeente in de Belgische provincie Vlaams-Brabant. De gemeente telt iets meer dan 9000 inwoners. Door historisch belang is ze hoofdplaats van het kanton Lennik en vervult ze een centrumfunctie in het Pajottenland.
De gemeente grenst (rechtsom) aan de fusiegemeenten Ternat, Dilbeek, Sint-Pieters-Leeuw, Pepingen, Gooik, Roosdaal.
De gemeente Lennik promoot zich als: het (kloppend) hart van het Pajottenland.

## Geschiedenis
De Frankische Sint-Gertrudisabdij van Nijvel ontving in 877 van Karel de Kale het uitgestrekte domein Liniacum, dat in het noorden tot in Ternat (Nath, naad, grens van het domein) reikte.
Zowel Nijvel als Lennik waren gelegen in de pagus Brabantensis of de Brabantgouw.
Door zijn gunstige ligging - op de kruising van wegen naar Brussel, Nijvel en het graafschap Vlaanderen - werd Lennik reeds in de 8e eeuw door de abdij van Nijvel uitgekozen om als centrum van haar Dietse bezittingen te dienen.
Keizer Otto II verleende op 27 juni 978 aan de Abdij van Nijvel het recht om markt te houden in Lennik en de opbrengsten daarvan te behouden. Keizerin Theophanu was toen in verwachting van hun tweede dochter Sophia van Gandersheim. De bevallingen van de keizerin gebeurden meermaals in een abdij en Sophia werd geboren in de Abdij van Nijvel of mogelijk in de omgeving van Maastricht.
Omstreeks het jaar 1000 werd de graaf van Leuven aangesteld als beschermer van de Sint-Gertrudisabdij te Nijvel.
Het Land van Gaasbeek, bestuurd vanuit het Kasteel van Gaasbeek, lag tot het einde van de 18e eeuw in het kwartier Brussel van het hertogdom Brabant.

## Kernen
De gemeente bestaat uit de deelgemeenten Sint-Kwintens-Lennik, Sint-Martens-Lennik en Gaasbeek. In het noorden van Sint-Kwintens-Lennik ligt Eizeringen, dat verschillende gehuchten omvat (onder andere Tuitenberg, Ten Nelleken, Hunsel).
Ook de parochie Sint-Gertrudis-Pede behoort gedeeltelijk tot Lennik (echter voor een groter deel tot Schepdaal-Dilbeek).
In 2007 werd Gaasbeek verkozen tot een van de 15 mooiste dorpen van Vlaanderen, en bijna het mooiste dorp van Vlaams-Brabant.

#### Tabel
| # | Naam                 | Opp. (km²) | Inwoners (2020) | Inwoners per km² | NIS-code |
| - | -------------------- | ---------- | --------------- | ---------------- | -------- |
| 1 | Sint-Kwintens-Lennik | 15,85      | 5.931           | 374              | 23104A   |
| 2 | Sint-Martens-Lennik  | 11,63      | 2.874           | 247              | 23104B   |
| 3 | Gaasbeek             | 3,64       | 289             | 79               | 23104C   |

## Demografische ontwikkeling
Alle historische gegevens hebben betrekking op de huidige gemeente, inclusief deelgemeenten, zoals ontstaan na de fusies van Belgische gemeenten op 1 januari 1977.
- Bronnen:NIS, Opm:1831 tot en met 1981=volkstellingen; 1990 en later= inwonertal op 1 januari

| Inwoners van jaar tot jaar op 1 januari 1992 tot heden | Inwoners van jaar tot jaar op 1 januari 1992 tot heden | Inwoners van jaar tot jaar op 1 januari 1992 tot heden |
| jaar                                                   | Aantal                                                 | Evolutie: 1992=index 100                               |
| ------------------------------------------------------ | ------------------------------------------------------ | ------------------------------------------------------ |
| 1992                                                   | 8.273                                                  | 100,0                                                  |
| 1993                                                   | 8.284                                                  | 100,1                                                  |
| 1994                                                   | 8.322                                                  | 100,6                                                  |
| 1995                                                   | 8.392                                                  | 101,4                                                  |
| 1996                                                   | 8.433                                                  | 101,9                                                  |
| 1997                                                   | 8.508                                                  | 102,8                                                  |
| 1998                                                   | 8.495                                                  | 102,7                                                  |
| 1999                                                   | 8.557                                                  | 103,4                                                  |
| 2000                                                   | 8.588                                                  | 103,8                                                  |
| 2001                                                   | 8.624                                                  | 104,2                                                  |
| 2002                                                   | 8.699                                                  | 105,1                                                  |
| 2003                                                   | 8.740                                                  | 105,6                                                  |
| 2004                                                   | 8.726                                                  | 105,5                                                  |
| 2005                                                   | 8.762                                                  | 105,9                                                  |
| 2006                                                   | 8.694                                                  | 105,1                                                  |
| 2007                                                   | 8.729                                                  | 105,5                                                  |
| 2008                                                   | 8.748                                                  | 105,7                                                  |
| 2009                                                   | 8.812                                                  | 106,5                                                  |
| 2010                                                   | 8.821                                                  | 106,6                                                  |
| 2011                                                   | 8.873                                                  | 107,3                                                  |
| 2012                                                   | 8.915                                                  | 107,8                                                  |
| 2013                                                   | 8.879                                                  | 107,3                                                  |
| 2014                                                   | 8.925                                                  | 107,9                                                  |
| 2015                                                   | 8.963                                                  | 108,3                                                  |
| 2016                                                   | 9.033                                                  | 109,2                                                  |
| 2017                                                   | 9.033                                                  | 109,2                                                  |
| 2018                                                   | 9.024                                                  | 109,1                                                  |
| 2019                                                   | 9.074                                                  | 109,7                                                  |
| 2020                                                   | 9.096                                                  | 109,9                                                  |
| 2021                                                   | 9.190                                                  | 111,1                                                  |
| 2022                                                   | 9.312                                                  | 112,6                                                  |
| 2023                                                   | 9.431                                                  | 114,0                                                  |
| 2024                                                   | 9.471                                                  | 114,5                                                  |
| 2025                                                   | 9.481                                                  | 114,6                                                  |

## Centrumfunctie
Het opmerkelijk groot (90 bij 80 m), vierhoekig marktplein in het centrum (Sint-Kwintens-Lennik) is de trots van de gemeente. Het draagt een lange en rijke geschiedenis met zich mee. Ooit stonden er een openbare pomp, een drinkplaats voor vee, een schandpaal, en een gasthuis voor pelgrims in dit gewezen bedevaartsoord ter ere van Onze-Lieve-Vrouw.
Gelegen op een kruispunt van belangrijke toegangswegen (N8, N285, N282) is Lennik een handels- en dienstencentrum in het Pajottenland. Als kantonhoofdplaats is Lennik de zetel van een vredegerecht. Het vredegerecht is tegenwoordig gevestigd in de aloude Schepenbank, waar men al sinds eeuwen rechtsprak. Lennik beschikt ook over een eigen brandweerpost (die sinds de schaalvergroting een onderdeel is van de Brandweerzone Vlaams-Brabant West). De post is gehuisvest in een volledig vernieuwde kazerne gelegen in Eizeringen ter hoogte van het kruispunt van de N8 en de N285. 
Lennik is parochiaal tevens de hoofdgemeente van het dekenaat Lennik (25 parochies).
Uitzonderlijk oud is de wekelijkse markt (marktrecht verworven reeds in 978), die elke dinsdagochtend plaatsvindt. Ook vindt er nog steeds een jaarmarkt plaats in november.
Met bijna 3000 leerlingen kan men Lennik ook gerust een echt scholencentrum noemen in de streek, met een variatie van gemeentelijk en gemeenschapsonderwijs en vrije netten, zowel confessioneel als niet-confessioneel.
Lennik beschikt sinds de jaren zeventig al over uitgebouwde sportinfrastructuur en is nationaal bekend door de in de Eerste Klasse spelende volleybalploeg. Het gemeentelijk sportcentrum werd vernoemd naar de op 29-jarige leeftijd overleden nationale volleybalvedette Jo Baetens (international, en viermaal Speler van het jaar).

## Bezienswaardigheden
- De beschermde hooggotische Sint-Kwintenskerk, met zijn spitse, 68 meter hoge kerktoren (de torenspits is de hoogste van Vlaams-Brabant) en de fraaie zuidergevel van het kerkgebouw, waarvan de eerste sporen teruggaan tot 1370.
- De imposante Sint-Martinuskerk in Sint-Martens-Lennik en het oude kerkje van Gaasbeek (en haar pastorie) zijn beschermde monumenten, inclusief hun kerkhofmuur. In Gaasbeek ligt de huidige begraafplaats nog steeds rond de kerk. De dorpskom Gaasbeek is beschermd cultuurhistorisch landschap, en ook de historische schandpaal op het Arconateplein is beschermd.
- In Eizeringen is het kerkorgel beschermd en een deel van het dorpsgezicht, aansluitend bij het kasteeldomein.
- Café In de Verzekering tegen de Grote Dorst, dat  in 2018 en 2019 werd verkozen tot beste bierbestemming ter wereld.
- Het kasteel van Neufcour te Eizeringen (privé).
- Het Kasteel van Gaasbeek, met Sint-Gertrudiskapel, museum en parkdomein, eigendom van de Vlaamse Gemeenschap.
- Het Baljuwhuis in Gaasbeek (privé).
- Het park Groenenberg in Gaasbeek.
- Het kasteel van Sint-Kwintens-Lennik, op de hoek van de Algoetstraat en Gustaaf Van der Steenstraat in het centrum (privé).
- Het kasteel van Sint-Martens-Lennik (grens Schepdaal), langs de Scheestraat (privé: VZW Levenslust) (niet beschermd).
- Boekenmuur aan de gemeentelijke bibliotheek in de Schapenstraat: levensgroot en meterslang origineel graffitikunstwerk van Koen Deweerdt alias ERES, uit 2013.
- De Ziener, bronzen beeld van Marc Dekker, aan de kerk van Sint-Martens-Lennik.
- Prins: dit monumentaal bronzen beeld "Prins - De Trots van Brabant" (4 meter hoog) is een ode aan het Brabants trekpaard. Dit machtige dier heeft eeuwenlang de Brabantse akkers gedomineerd. Het beeld is een symbool van de landbouw-traditie van het Pajottenland, waarvan Lennik het centrum is. Het werd vervaardigd door Koenraad Tinel en werd op 6 september 1992, onder massale belangstelling (in aanwezigheid van onder meer de Vlaamse minister-president en de cultuurminister) en voorafgegaan door een indrukwekkende trekpaardenstoet, plechtig op zijn sokkel gehesen, op de Markt. Volgens het oprichtende comité gaat het om het grootste brons dat in de 20-ste en 21-ste eeuw werd gegoten.
- Het monument "Memento" van Koenraad Tinel in cortenstaal op de begraafplaats van Sint-Kwintens-Lennik in de Zavelstraat, ingehuldigd in 2014 ter gelegenheid van 100 jaar Eerste Wereldoorlog.

## Politiek

### Bestuursmeerderheid

##### 2001-2006
De gemeente Lennik werd bestuurd door een grote coalitie (13 op 19 zetels) van VLD Lennik en LENNIK2000 : een kartel van VU (later ex-VU'ers) met onafhankelijken en sp.a).

##### 2007-2012
De coalitie wordt verdergezet, al kwam VLD op onder de benaming LVB en behoort de sp.a niet langer tot de onafhankelijke lijst LENNIK 2000, die sinds 2012 omgedoopt is tot LENNIK² (Lennik Kwadraat) en ook sinds 2012 een kartel vormt met de intussen opgerichte lokale N-VA.
Sinds 2011 is tweede schepen Eddy Warrand afgescheurd van LVB en voortaan onafhankelijk, waardoor de meerderheid nog uit 10 op 19 zetels bestond. Warrand kwam in 2012 op met een nieuwe lijst: LEF. Ook nam Willy De Waele in 2011 voortijdig ontslag als burgemeester, opgevolgd door Irina De Knop.

##### 2013-2018
Burgemeester blijft Irina De Knop (LIJST BURGEMEESTER). Zij leidt een coalitie bestaande uit Lijst Burgemeester en CD&V. Samen vormen ze de meerderheid met 11 (7+4) op 19 zetels.
Half 2015, op de uitzonderlijke gemeenteraad op een maandagochtend, neemt raadslid Van Vlaenderen afstand van de LB, en daardoor bestaat de coalitie nog uit 10 op 19 zetels. In de loop van 2015 gaat ook schepen Van Ginderdeuren - naar aanleiding van een lopend gerechtelijk onderzoek rond zijn activiteit als advocaat (niet als politicus) - als onafhankelijke zetelen, uit onvrede omdat hem zijn schepenbevoegdheden werden ontnomen. Maar vanaf 2016 steunt hij wel opnieuw mee de bestuurscoalitie (5+4+1 zetels) in een akkoord waarbij hij zijn bevoegdheden van zijn coalitiegenoten terugkreeg.

##### 2019-2024
Bij de gemeenteraadsverkiezingen van 14 oktober 2018 werden, door de bevolkingsaangroei tot meer dan 9000 inwoners, 2 zetels meer verkozen in de gemeenteraad: 21 in plaats van de gewoonlijke 19. Twee lijsten boekten vooruitgang in zetels: Groen (van 0 naar 2) en het kartel N-VA - LENNIK² (van 7 naar 8), die laatste wordt de grootste en haalt met Geert De Cuyper ook de grootste stemmentrekker van de gemeente. De liberale Lijst Burgemeester blijft op 7 zetels. 

Er zijn verschillende coalities mogelijk. De vorige coalitie (LB-CD&V) heeft geen meerderheid meer, ze willen toch verder samenwerken en klinken zich aan elkaar vast, en verleiden verrassend het oppositievoerende Groen tot een nieuwe bestuursmeerderheid (7+3+2 zetels). In het nieuwe College wordt Irina De Knop opnieuw burgemeester, naast 2 schepenen voor CD&V, 1 voor LB en 1 voor Groen.

##### 2024-2030
Bij de gemeenteraadsverkiezingen van 13 oktober 2024 werd de liberale Lijst Burgemeester opnieuw de grootste partij, met 7 van de 21 zetels. De partij ging in zee met Team Lennik, een kartel van CD&V en Lennik Kwadraat, dat de samenwerking met N-VA had stopgezet. Irina De Knop (Lijst Burgemeester) bleef burgemeester, een meerderheid van 14 op 21 zetels.

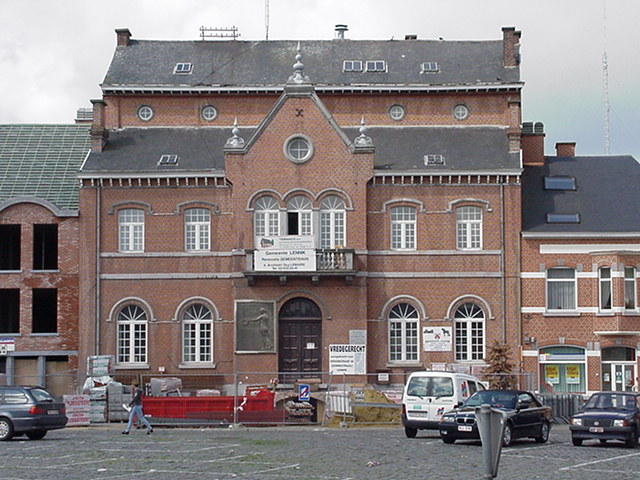
Gemeentehuis van Lennik

### Burgemeesters
- 1977-1981: Jan Bascour (LVB (PVV)), tevens gewezen staatssecretaris en parlementsvoorzitter
- 1982-1994: Etienne Van Vaerenbergh (VU), 2 bestuursperioden, tevens parlementslid (1990-2004)
- 1995-1996: André Plasman (CVP)
- 1996-2000: Henri Van Eeckhoudt (CVP)
- 2001-2011: Willy De Waele (Open Vld - LVB), bijna 2 bestuursperioden, tevens gewezen provincieraadslid
- 2011-heden: Irina De Knop (LB - Open Vld), tevens gewezen Vlaams parlementslid (2009-2014)

### Vlaamsgezind
In 2003 werd, op initiatief van de gemeente Lennik, gesteund door een eenparige gemeenteraad, door zeven burgemeesters de Conferentie van burgemeesters en Staten-Generaal in Halle-Vilvoorde opgericht. Het is een overlegforum van 28 van de 35 gemeentebesturen (zonder taalfaciliteiten) in het bestuurlijk arrondissement Halle-Vilvoorde, dat met gezamenlijke standpunten en protestacties, de splitsing van BHV op de nationale politieke agenda plaatste en behield.
Ook stuurde de gemeenteraad al verschillende keren een motie over communautaire thema's naar nationale politieke organen.

### Resultaten gemeenteraadsverkiezingen sinds 1976
| Partij of kartel     | Partij of kartel                                            | 10-10-1976 | 10-10-1976 | 10-10-1982 | 10-10-1982 | 9-10-1988 | 9-10-1988 | 9-10-1994 | 9-10-1994 | 8-10-2000 | 8-10-2000 | 8-10-2006 | 8-10-2006 | 14-10-2012 | 14-10-2012 | 14-10-2018 | 14-10-2018 | 13-10-2024 | 13-10-2024 |
| Stemmen / Zetels     | Stemmen / Zetels                                            | %          | 19         | %          | 19         | %         | 19        | %         | 19        | %         | 19        | %         | 19        | %          | 19         | %          | 21         | %          | 21         |
| -------------------- | ----------------------------------------------------------- | ---------- | ---------- | ---------- | ---------- | --------- | --------- | --------- | --------- | --------- | --------- | --------- | --------- | ---------- | ---------- | ---------- | ---------- | ---------- | ---------- |
|                      | LVB761/ LBM2/ PVV3/ VLD4/ Lijst Burgemeester5               | 54,381     | 10         | 43,422     | 9          | 42,463    | 8         | 28,84     | 6         | 31,624    | 7         | 31,685    | 7         | 30,315     | 7          | 30,35      | 7          | 31,95      | 7          |
|                      | Agalev1/ Groen-sp.aD/ Groen2                                | -          |            | -          |            | -         |           | -         |           | 5,491     | 0         | 7,75D     | 1         | 6,79D      | 0          | 11,12      | 2          | 8,22       | 1          |
|                      | SP1/ LENNIKB/ Lennik 2000C/ Groen-sp.aD                     | -          |            | 6,061      | 0          | 6,291     | 0         | 31,26B    | 6         | 28,78C    | 6         | 7,75D     | 1         | 6,79D      | 0          | -          |            | -          |            |
|                      | CVP-VUA/ LENNIKB/ Lennik 2000C/ N-VA-LENNIK²2/ N-VA+Lennik3 | -          |            | 47,43A     | 10         | 51,25A    | 11        | 31,26B    | 6         | 28,78C    | 6         | 22,75C    | 4         | 28,532     | 7          | 31,42      | 8          | 22,23      | 5          |
|                      | Lennik² / Team LENNiKE                                      | -          |            | 47,43A     | 10         | 51,25A    | 11        | -         |           | -         |           | -         |           | -          |            | 31,42      | 8          | 29,4E      | 7          |
|                      | CVP1/ CVP-VUA/ CD&V2/ Team LENNiKE                          | 45,621     | 9          | 47,43A     | 10         | 51,25A    | 11        | 35,741    | 7         | 26,521    | 5         | 23,582    | 5         | 20,82      | 4          | 16,32      | 3          | 29,4E      | 7          |
|                      | Vlaams Blok1/ Vlaams Belang2                                | -          |            | -          |            | -         |           | 4,21      | 0         | 7,581     | 1         | 14,242    | 2         | 8,062      | 1          | 8,62       | 1          | 8,32       | 1          |
|                      | LEF                                                         | -          |            | -          |            | -         |           | -         |           | -         |           | -         |           | 5,51       | 0          | 2,3        | 0          | -          |            |
|                      | AVB                                                         | -          |            | 3,1        | 0          | -         |           | -         |           | -         |           | -         |           | -          |            | -          |            | -          |            |
| Totaal stemmen       | Totaal stemmen                                              | 5387       | 5387       | 5689       | 5689       | 6032      | 6032      | 6195      | 6195      | 6424      | 6424      | 6487      | 6487      | 6539       | 6539       | 6585       | 6585       | 5030       | 5030       |
| Opkomst %            | Opkomst %                                                   |            |            |            |            | 96,47     | 96,47     | 95,07     | 95,07     | 94,33     | 94,33     | 94,60     | 94,60     | 93,60      | 93,60      | 92,8       | 92,8       | 69,6       | 69,6       |
| Blanco en ongeldig % | Blanco en ongeldig %                                        | 2,91       | 2,91       | 3,04       | 3,04       | 2,98      | 2,98      | 3,89      | 3,89      | 3,52      | 3,52      | 3,11      | 3,11      | 3,62       | 3,62       | 2,9        | 2,9        | 1,0        | 1,0        |

De zetels van de gevormde meerderheid staan vetjes gedrukt. De grootste partij is in kleur.
De rode cijfers naast de gegevens duiden aan onder welke naam de partijen telkens bij een verkiezing opkwamen.

## Geboren in Lennik
- Andreas Masius (1514-1573), priester, exegeet, humanist, rechtsgeleerde, diplomaat en oriëntalist
- Jules baron de Saint-Genois (1813-1867), historicus, hoogleraar, letterkundige, politicus, 1e voorzitter Willemsfonds, verdediger van de Vlaamse taalbelangen
- Frans Jozef De Gronkel (1816-1871), advocaat, liberaal politicus, schrijver, bekend als uitvinder van het Pajottenland
- Vital Jean De Gronckel (1821-1890), kunstschilder
- Jan Bascour (1923-1996), politicus
- Wim Leo (1971), componist, muziekpedagoog, arrangeur, slagwerker en fotograaf

## Bekende inwoners
- Vrancke van der Stockt (1420–1495), kunstschilder (Vlaamse Primitieven), opvolger als stadsschilder van Brussel na Rogier van der Weyden
- Jan van Drenckwaert (1549-1606), schout te Dordrecht, superintendant-generaal van de (Spaanse) Nederlanden
- Maurice Roelants (1895-1966), schrijver, dichter, conservator museum Kasteel van Gaasbeek
- Leo Suenens, (1904-1996), kardinaal en aartsbisschop van België
- Jef Houthuys, (1922-1991), oud-voorzitter ACV
- Willy De Waele (1937-2023), liberaal politicus
- Piet Van Waeyenberge (1938), zakenman, baron, ex-voorzitter VEV, cultuurmecenas
- Luc Willemsens (1942-2019), liberaal politicus, gewezen senator
- Etienne Van Vaerenbergh (1944), VU-politicus, stichter-voorzitter van sociale en culturele organisaties
- Anne Wyckmans (1950), schrijfster
- Johan Vermeersch (1951), zakenman, nationale figuur in voetbalwereld
- Josse De Pauw (1952), acteur, regisseur, theatermaker, auteur
- Willy Sommers (1952), zanger, presentator, ereburger van Lennik
- Hugo De Greef (1953), cultuurmanager en -promotor, oud-directeur van het Kaaitheater
- Piet Vanthemsche (1955), baron, topfiguur Belgische voedsel- en landbouwsector
- Anne Teresa De Keersmaeker (1960), choreografe, leidt dansschool PARTS en dansgezelschap ROSAS, barones
- Philippe Le Jeune (1960), wereldkampioen springen in het paardrijden 2010, ereburger van Lennik
- Joris Van Hauthem (1963–2015), Vlaams Belang politicus
- Jo Baetens (1964-1993), internationaal volleybalspeler, ereburger van Lennik
- Frank Depestele (1977), volleybalspeler op internationaal niveau, ereburger van Lennik
- Frank Depestele (1977), volleybalspeler op internationaal niveau, ereburger van Lennik
- Irina De Knop (1978), liberaal politica, Burgemeester
- Kristien Van Vaerenbergh (1978), N-VA politica
- Yannick Mertens (1988), tennisser
- Louis Langouche (1986), ijshockeyer

## Stedenband
- Arconate (Italië), sinds 1988
- Abcoude (Nederland), 2000-2011
Wegens oude banden met de adellijke heersers van het Kasteel van Gaasbeek was Lennik, behalve met Arconate, ook verzusterd met Abcoude. Nadat deze plaats en gemeente per 2011 was opgegaan in de gemeente De Ronde Venen werd daar eind 2011 besloten de zusterband, met bijbehorende tradities, te stoppen in het kader van bezuinigingen.[8]